# Sobieslaus Klucki
Sobieslaus Klucki, Sobiesław Klucki (ur. 1835, zm. 1916) – prawnik. 
Był synem Ludwika Kluckiego, prawnika i burmistrza Cieszyna. Od 1864 roku prowadził w Cieszynie kancelarię adwokacką, przejętą po ojcu. Był członkiem m.in. Deustscher Lese- und Geselligkeitsverein. W 1914 roku otrzymał tytuł Honorowego Obywatela Cieszyna.